# Величина затемнення
Величина затемнення — це частка діаметра затемнюваного тіла, яка власне затемнена. Це однаковою мірою стосується і сонячного і місячного затемнення. Під час часткового або кільцеподібного затемнення величина його завжди між 0,0 і 1,0, тоді як під час повного затемнення вона більша або дорівнює 1.
Обчислити величину затемнення можна наступним чином. Спочатку треба провести пряму лінію між центрами затемненого тіла і того, що затемнює. Визначіть частину цієї лінії, яка знаходиться в межах затемнення затемнюваного тіла; це геометрична величина затемнення. Якщо затемнення є повним, можна розширити цю лінію в одному напрямку до найближчої кінцівки тіла, яке затемнює (або тіні) і отримати геометричну величину більше, ніж 1,0. Якщо затемнення не має, але воно «майже сталося», можна також продовжити лінію в напрямку найближчої кінцівки тіла, яке затемнює (або тіні), вважаючи цю відстань негативною, і отримати негативну геометричну величину.
Цю величину не слід плутати з потемнінням затемнення, яке є часткою затемнюваного тіла, яку не видно за тілом, яке затемнює, в той час як величина затемнення є виключно співвідношенням діаметрів.
Ні те ні інше не треба плутати з астрономічною видимою величиною, яка означає яскравість небесного тіла на логарифмічній шкалі.

## Типи сонячних затемнень залежно від величини

Схема сонячного затемнення. Кожна іконка показує вид від центра її темної точки, яка символізує Місяць (масштаб не збережено)

Для кільцеподібного сонячного затемнення величина означає відношення між видимим кутовим розміром Місяця і видимим кутовим розміром Сонця під час затемнення, і це відношення менше ніж 1.
Для повного сонячного затемнення, яке також є центральним, це відношення стає рівним або більшим ніж 1. Якщо ж повне затемнення не є центральним, то величина перебуває на проміжку між 1,0 цим відношенням видимих кутових розмірів.
Величина часткового сонячного затемнення — це частка сонячного діаметра затемнена Місяцем в момент максимального затемнення.
Видимі кутові розміри Місяця та Сонця приблизно однакові, але обидва вони змінюються, бо відстані між Землею та Місяцем і Землею та Сонцем міняються. Причому зміна кутового розміру Сонця набагато менш помітна, ніж Місяця.
Коли величина затемнення більша ніж 1, то місячний диск повністю закриває диск Сонця і таке затемнення називається повним. Ширина місячної тіні на поверхні Землі, потрапивши всередину якої можна стати свідком повного затемнення, сягає не більш як кілька сотень кілометрів.
Коли величина затемнення менша від 1, то місячний диск не може повністю закрити диск Сонця. Коли центри обох дисків перебувають достатньо близько один від одного, то диск сонячного світла залишається видимим навколо Місяця. Таке затемнення називається кільцеподібним.
Величина змінюється не лише від затемнення до затемнення, а може змінюватись і під час одного затемнення, яке в цьому випадку називають гібридним.
Крім цього, якщо спостерігати за затемненням з одного місця, то величина його також змінюється, від 0,0 на початку до 0,0 наприкінці. Отже під «величиною затемнення» зазвичай мають на увазі величину в момент максимуму, якщо не уточняють, що це йдеться про якусь іншу фазу.

## Типи місячних затемнень залежно від величини
Ситуація з місячними затемненнями подібна до сонячних, але з кількома відмінностями. Оскільки тінь від Землі на такій само відстані набагато більша, ніж тінь Місяця, то місячне затемнення ніколи не буває кільцеподібним, а лише повним або частковим. тінь Землі складається з двох компонент: темної тіні та світлої півтіні. Отже місячне затемнення має дві різні величини: тіньову та півтіньову. Якщо тіньова величина в точці максимуму менша від 1, то Місяць не потрапить в тінь Землі, але він може перетнути її півтінь і таке затемнення називається півтіньовим.